# Barentsburg
Barentsburg (oroszul: Баренцбург) oroszok lakta település a Spitzbergákon, Longyearbyentől kb. 55 km-re. Lakossága 471 fő (2015), ezzel a Spitzbergák második legnagyobb városa.

## Történelem

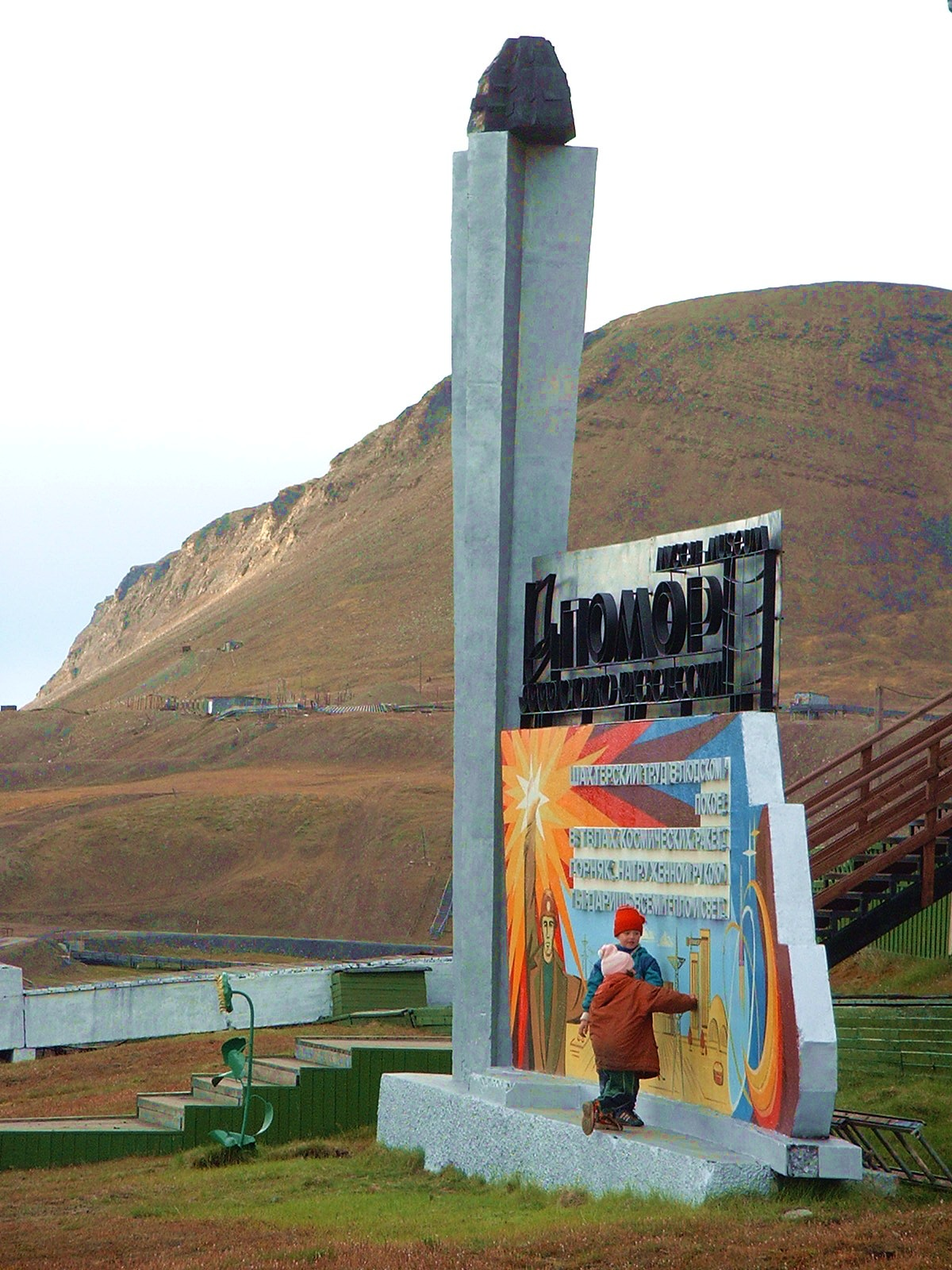
Emlékmű a szénnek

1900-ban kezdődött a bányászat, 1921 és 1932 között a „N.V. Nederlandsche Spitzbergen Compagnie (Nespico)” üzemeltette, majd eladta a Szovjetuniónak. A szovjet kormány 1932-1941-ig üzemeltette a bányát, majd a háború kitörésével a bányászat abbamaradt. A német hadsereg 1943 szeptemberében lerombolta. 1947-től újra bányásznak itt.

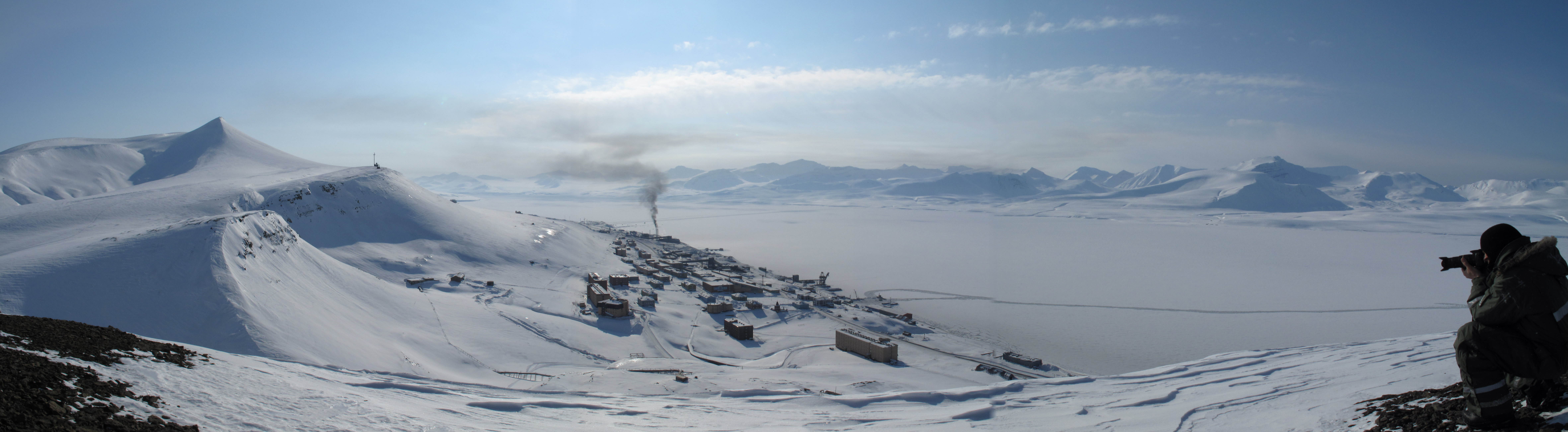
Barentsburg télen

## Gazdaság
Az 1920-ban aláírt Spitzbergák-szerződés alapján a Spitzbergák norvég közigazgatás alatt állnak, de minden a szerződést aláíró félnek – így Magyarországnak is – azonos és egyenlő joga van a szigetek természeti kincseinek kitermelésére. Jelenleg Oroszország az egyetlen aláíró, amely él ezzel a joggal és szénbányászatot folytat.
Barentsburgban orosz konzulátus is működik, orosz mobiltelefon-hálózat üzemel a településen és környékén. A Norvég Posta szolgáltatásai vehetők igénybe.

## Külső hivatkozások
- A Spitzbergák-szerződés eredeti szövege (angolul és franciául)